# 剿匪總司令部

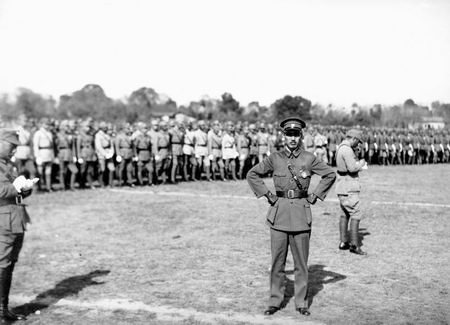
1933年剿共，国民政府军事委员会委员长蔣介石親任豫鄂皖三省剿匪總司令部總司令。

剿匪總司令部，簡稱剿總，是以蔣中正為首的中華民國政府在第二次世界大戰前後，在中國共產黨活動地區對其進行軍事圍剿的跨地區、跨建制之高權限軍事單位，通常作為第一線指揮机关。主要分为四大系统，东北、华北、徐州以及华中。大體而言，一個剿總下轄若干兵團、警備司令部、綏靖公署、戰區以及綏靖區等，層級大體與軍政長官公署平行，但在軍事戰鬥中，指揮層級往往比軍政長官公署高。
1937年之前，第一次国共内战期间，國民政府在各地設立一連串軍事機關，针对中国共产党领导的各苏区中国工农红军進行圍剿，後因西安事變與抗日戰爭爆发，這些軍事機關在抗戰期間很多都轉為對日軍作戰單位。抗戰開始時，國民革命軍的指揮機構是按「總部－戰區－集團（兵團，路）－軍－師－旅－團」，共7級才到戰術單位；1940年後簡化為「總部－戰區－集團軍－軍－師－團」，6級指揮機構。提升部隊作戰指揮能力。
1945年後，國民政府接收日本佔領區，展開與中國共產黨對決的準備，在各地成立許多政府機構。作為中央政府代表官署、掌握地方軍、政權的單位稱之為「国民政府主席行辕」，設主任為最高統帥代表，是政治、軍事整合的機構。作為跨省區軍事區域的指揮單位則為軍政長官公署，直接指揮責任區的作戰任務，是跨省區的軍事機關，其中較著名且維持較久的就是東南軍政長官公署。訓政時期，若直接由軍事委員會指導的單位則稱為「国民政府军事委员会委员长行营」。行營是策劃、部署、指揮的前進基地，它的設置常因軍事行動的需要而變更，例如早期第二次、第三次剿共就是由南昌行營所策劃。抗戰結束後，軍事委員會改組為中華民國國防部，多數行營都改為行轅、軍政長官公署、或軍事針對性更強的剿匪總司令部，集團軍編制則改為綏靖區。「綏靖主任公署」則是省級（戰區級）軍事機構，綏靖主任對於所轄區域黨政要務有便宜處置權。「綏靖公署」初設於1931年11月，最早設立的是駐贛、駐豫、駐鄂綏靖公署。到1937年6月，先後設立了駐贛、駐豫、駐鄂、北平、太原、廣州、南寧、駐閩、貴州、冀察、豫皖、滇黔川康、甘肅、西安、江蘇等「綏靖公署」。其中，駐贛、北平、甘肅、西安「綏靖公署」設立不久便撤銷。因此二戰结束之後的指揮機構理想中應擴編為「總部－行轅（軍政長官公署、剿總）－綏靖公署（戰區）－綏靖區－兵團/整編軍－軍（整編師）－師（整編旅）－團」:17，共8級。
1948年8月21日行政院令正式公佈《剿匪总司令部政务委员会组织规程》规定，剿匪总司令部得斟酌需要，报请行政院核准设置政务委员会。政务委员会设主任委员一人，由剿匪总司令兼任；委员十至十四人，简任，并由行政院就中指定三人为常务委员。其任务为监督并指导辖区内有关军事之政务，考核奖惩辖区内的行政官吏。委员会内部设政务处、经济处、教育文化处、土地处，以办理所属事务。委员会设秘书长一人，视导专员五至七人，处长四人，处员二十至三十人，办事员六至十人，并得酌用雇员八至十人。
下文中各剿匪總司令部戰鬥序列，因當年部隊調動、整編、撤銷、殲滅頻繁，加上戰後國軍整編與內戰同時進行，新舊制度交替之間，制度、稱呼與番號混亂，故內容並不完整全面，大體是以三大會戰前夕為主。

## 第一次國共內戰時期的剿匪總司令部
1932年4月，國府特任何應欽為「贛粵閩邊區剿匪總司令」、蔣介石為「豫鄂皖三省剿匪總司令」，這是剿總第一次在歷史上出現。鄂豫皖三省剿匪總司令部設於武漢，下轄左、中、右三路軍，除左路軍圍剿湘鄂西蘇區外，中、右兩路軍總兵力24個師6個旅30餘萬人(其中有三分之一是蔣介石嫡系部隊)，負責進攻鄂豫皖蘇區，另有4個航空隊支援地面作戰，主要目標指向共軍鄂豫皖、湘鄂西根據地。何應欽之贛粵閩邊區剿匪總司令部，則指揮江西、廣東、福建以至湖南之國軍，牽制中央蘇區紅軍，配合北線作戰。 
1932年7月至1933年3月，以這兩個總司令部為指揮機關，對鄂豫皖、湘鄂西和中央根據地全面進攻，史稱第四次剿共，中共則稱為中國共產黨第四次反圍剿戰爭。第四次剿共結束後，「贛粵閩邊區剿匪總司令部」於1933年8月撤銷，「豫鄂皖三省剿匪總司令部」於1935年2月撤銷。
第五次剿共之際，中国工农红军離開江西的中央蘇區，展開長征，到達陝北延安，國府於1935年11月設立「西北剿匪總司令部」，蒋介石自任总司令，圍剿紅軍。抗戰开始後，西北剿總撤销。

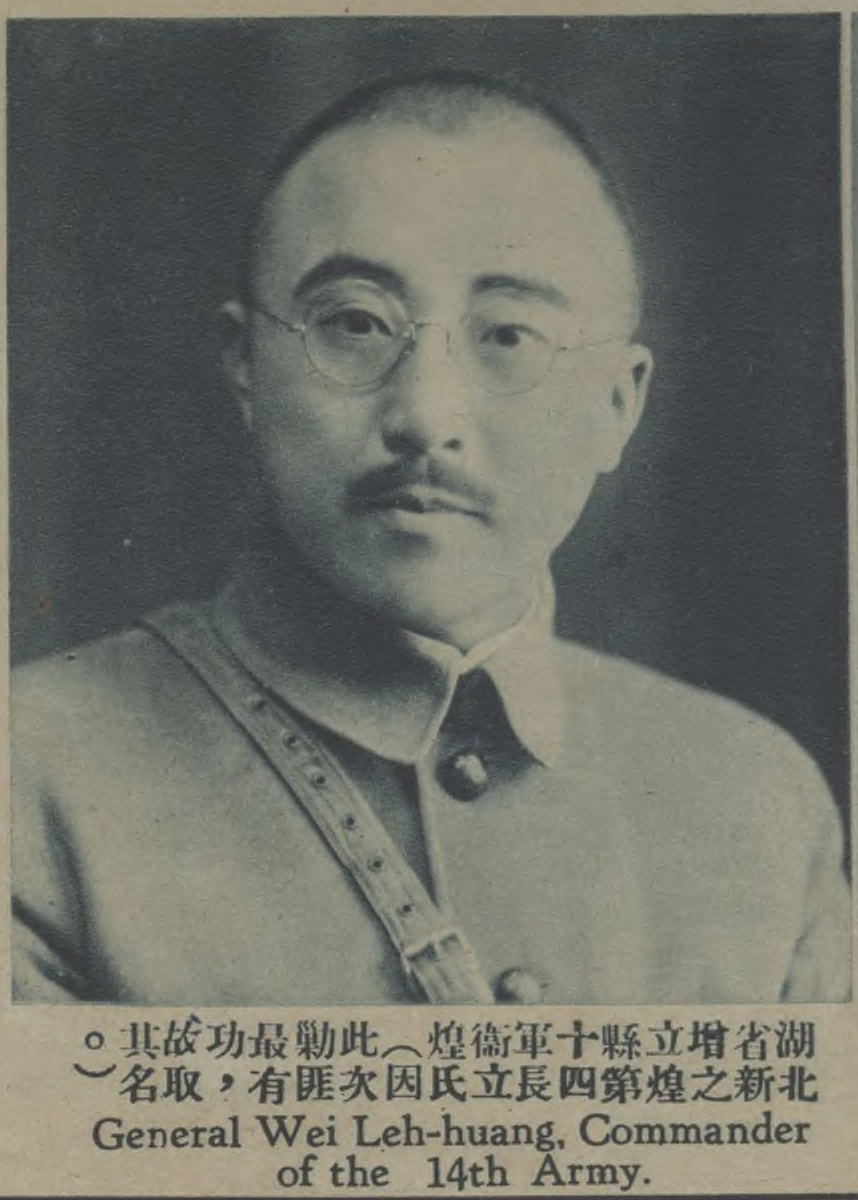
东北剿匪總司令衛立煌

### 西北剿匪總司令部
民国24年（1935年），原“豫鄂皖三省剿匪总司令部”副总司令张学良及其东北军的大部调至陕甘围剿陕北红军。1935年11月1日，“西北剿匪总司令部”（简称“西北剿总”）在西安南院门（今中共西安市委址）成立。负责主持陕甘宁青晋诸省军队的反共剿共活动。17个师及“剿总”直属炮兵、工兵等部队共约20万人马。
- 总司令蒋介石
- 副总司令张学良代行总司令职
- 参谋长钱大钧（久不到差，谢珂暂代）/晏道刚
- 秘书长吴家象
- 总参议鲍文樾
- 办公厅主任米春霖/洪钫，副主任洪钫
  - 人事科
  - 译电科
  - 情报科
  - 文书科
  - 函牍科
- 第一处（参谋） 处长徐方
- 第二处（经理） 处长闵湘帆
- 第三处（总务） 处长马兆琦
- 第四处（行政） 处长周从政/卢广绩
- 粮秣处 处长张政枋
- 交通通讯处 处长蒋斌
- 军法处 处长赵鸿翥
- 军医处 处长刘荣绂/任作楫
- 政训处 处长曾扩情，设于西大街中段路北。原北平军分会政训处全班人马调西安组成
- 第五十一军军长于学忠
- 第六十七军军长王以哲
- 第五十七军军长董英斌/缪澄流
- 骑兵军军长何柱国
- 第一零五师师长刘多荃
- 西安绥靖公署和第十七路军
- 驻甘绥靖公署

民国25年（1936年）12月西安事变，张学良、杨虎城宣布撤销“西北剿匪总司令部”。民国26年（1937年）6月5日，蒋介石被形势所迫，以国民政府名义宣布撤销“西北剿匪总司令部”。

## 東北剿匪總司令部
1945年9月1日成立國民政府軍事委員會委員長東北行營，主任熊式輝，駐長春、北平、錦州、瀋陽，負責東北接收事宜，行營設政治委員會及經濟委員會，分別辦理行政、經濟事宜。
東北行營內設秘書廳及參謀、軍務、交通、總務、經理、軍法、人事、航警、通信等九處。
1945年10月東北保安司令部成立，設立冀熱遼邊區司令部，駐地綏中，東北剿總成立後改駐秦皇島，受東北剿總及華北剿總共同指揮。
1946年8月22日東北行營改稱國民政府主席東北行轅，1947年10月，改主任為陳誠。1947年1月1日，內部機構改設主任辦公室，第一、二、三、四、總務、經理、軍法、新聞等八處。1947年11月1日，東北行轅政治、經濟委員會合併組成東北行轅政務委員會。該會代表行政院處理東北政務，下轄九省二市，對行政院所屬部（會、局）在東北行政事業機關給予指導、監督。
1948年1月17日，國民政府特派衛立煌為東北行轅副主任兼东北剿匪总司令部（简称“東北剿總”）總司令。:8493駐瀋陽，受國防部及東北行轅指導。:175月19日，國民政府撤銷各地行轅。:8605東北行轅之職權與業務歸並東北剿匪總司令部。:8605東北行轅政務委員會改稱東北剿匪總司令部政務委員會。
兵力方面則重新組建在东北1947年冬季战役中被消滅的新编第五军，新編成新编第八军，使正規部隊達14個軍約48萬。原華北剿總和東北剿總共同指揮之冀熱遼邊區司令部，改稱錦州指揮所，並歸東北剿總單獨指揮，由范漢傑任指揮所主任，指揮第六兵團共4個軍14個師，連同地方部隊約15萬人，防守義縣至山海關一線，重點防守錦州、錦西、葫蘆島，保障東北與華北之聯繫。衛立煌親自指揮第八兵團、第九兵團共8個軍24個師，連同地方部隊約30萬人，防守瀋陽及撫順、本溪、遼陽等地，作為防禦中心。由東北剿總副司令兼第一兵團司令鄭洞國指揮第一兵團2個軍6個師，連同地方部隊約10萬人守長春，牽制解放軍主力。遼瀋戰役前，東北剿總已下轄4個兵團14個軍44個師（旅），總兵力55萬人，指導遼瀋戰役。1948年11月16日，因錦州會戰失敗，東北剿總宣佈撤銷。
- 總司令：衛立煌
- 副總司令：杜聿明、鄭洞國、范漢傑、梁華盛、孫渡、萬福麟、張作相、馬占山、陳鐵
- 參謀長：趙家驤
- 副參謀長：宋子英、郝家駿、姜漢卿、袁克征、彭傑
- 高參室主任：蘇炳文
- 第一處處長：宋子英
- 第二處處長：鄭一民
- 第三處處長：姜漢卿（兼）
- 第四處處長：郝家駿（兼）
- 總務處處長：李萬春
- 政工處處長：魏鴻緒
- 工兵指揮官：李賢
- 炮兵指揮官：杜顯信（兼）
- 通信指揮官：胡碧華（兼）
- 瀋陽防守司令官：梁華盛（兼）
- 錦州指揮所主任：范漢傑（兼）
- 錦州指揮所副主任：賀圭
- 錦州指揮所參謀長：唐雲山、李汝和

- 第六兵團司令官：盧浚泉，副司令官：楊宏光，參謀長：董漢山
  - 國民革命軍第九十三軍軍長：盛家興
    - 下轄暫編第十八師、暫編第二十師、暫編第二十二師，共9個團

  - 國民革命軍第五十四軍軍長：闕漢騫
    - 下轄第八師、第一九八師、第二九一師，共9個團

  - 國民革命軍新編第五軍軍長：劉雲瀚
    - 下轄第四十三師 (該師後撥歸國民革命軍第九十四軍建制) 、第一九五師、第二九三師、暫編第六十師（後為第一八四師），共12個團

  - 國民革命軍新編第八軍軍長：沈向奎
    - 下轄第八十八師、暫編第五十四師、暫編第五十五師，共9個團
    - 獨立第二九六師，共3個團

- 第一兵團司令官：鄭洞國  副司令官：曾澤生、彭傑如
  - 國民革命軍第六十軍軍長：曾澤生
    - 下轄第一八二師、暫編第二十一師、暫編第五十二師，共9個團

  - 國民革命軍新編第七軍軍長：李鴻
    - 下轄新編第三十八師（原屬國民革命軍新編第一軍）、暫編第五十三師、暫編第五十八師，共9個團

- 第八兵團司令官：周福成  參謀長：蔣希斌
  - 國民革命軍第五十三軍軍長：周福成
    - 下轄第一一六師、第一三〇師，共6個團
    - 東北第一縱隊、東北第二縱隊，共12個團

- 第九兵團司令：廖耀湘  參謀長：楊琨
  - 國民革命軍新編第一軍 軍長：潘裕昆
    - 下轄第五十師、新編第二十師、暫編第五十七師，共9個團

  - 國民革命軍新編第六軍 軍長：李濤
    - 下轄第一五九師、新編第二十二師、暫編第六十二師，共9個團

  - 國民革命軍新編第三軍 軍長：尤天武
    - 下轄第十四師、第五十四師、暫編第五十九師，共9個團

  - 國民革命軍第四十九軍 軍長：鄭庭芨
    - 下轄第二十六師、第七十九師、第一〇五師，共9個團

  - 國民革命軍第五十二軍 軍長：劉玉章
    - 下轄第二師、第二十五師、暫編第五十四師，共9個團

  - 國民革命軍第七十一軍 軍長：向鳳武
    - 下轄第八十七師、第八十八師、第九十一師，共9個團

  - 青年軍第二〇七師 師長戴朴，後擴編為國民革命軍第六軍，戴朴任副軍長代軍長
    - 下轄第一旅、第二旅、第三旅，共6個團

- 第二兵團(略)

- 第三兵團(略)

- 第四兵團(略)

- 第五兵團(略)

- 第七兵團(略)

- 松北綏靖公署(略)

- 長春綏靖公署(略)[1]:17

- 新編騎兵司令部 司令官：徐梁
  - 騎兵第一旅、騎兵第二旅、騎兵第三旅

- 瀋陽警備司令：胡家驥

- 國民革命軍第三十九軍軍長：王伯勳(於10月10日由煙台海運葫蘆島)
  - 下轄第一〇三師、第一四七師，共6個團

國民革命軍第六十二軍、國民革命軍第九十二軍、獨立第九十五師於10月12日由塘沽海運進抵葫蘆島，與國民革命軍第三十九軍、國民革命軍第五十四軍一起組成「東進兵團」，司令官：侯鏡如
- 國民革命軍第六十二軍軍長：林偉儔
  - 下轄第九十五師、第一五一師、第一五七師，共9個團
- 國民革命軍第九十二軍軍長：侯鏡如
  - 下轄第二十一師、第五十六師、第一四二師，共9個團

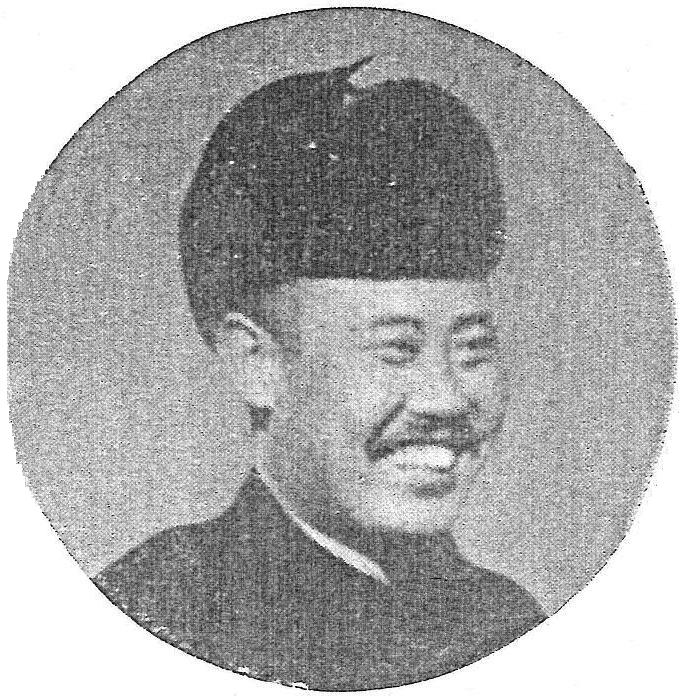
华北剿匪总司令傅作義

## 華北剿匪總司令部
1945年9月，国民政府為處理接收事宜，改組李宗仁之漢中行營，成立國民政府軍事委員會委員長北平行營。
1946年9月1日，北平行營改組為國民政府主席北平行轅，李宗仁被委以主任之職，駐北平中南海居仁堂。
1947年11月28日，蔣介石在北平懷仁堂主持召開軍事會議，國民政府主席北平行轅及張家口、保定兩綏靖公署主要官員及各野戰指揮官到會。:8461會議決定成立华北剿匪总司令部（简称“華北剿總”）。:846112月12日，接蔣手令，國民政府設置華北剿匪總司令部，保定、張垣兩綏靖公署即行撤銷。:8464－8465調孫連仲、傅作義兼國民政府主席北平行轅副主任，特任傅作義為華北剿匪總司令部總司令，指揮冀、察、綏、晉北軍隊。:84651948年1月4日，華北剿匪總司令部設於北平新市區，定於次日開始辦公。:84825月，北平行轅撤銷。1948年秋天，熱河亦劃入指揮區。平津戰役後，隨著傅作義率華北剿總投降而結束。
總司令：傅作義
副總司令：陳繼承、劉多荃、宋肯堂、上官雲相、鄧寶珊、吳奇偉、馮欽哉、郭縱汾
參謀長：李世傑
- 第三十四集團軍（略）[1]:17

- 第四兵团司令：李文
  - 第十六軍軍長：袁朴
    - 下轄第二十二師、第九十四師、第一〇九師，共9個團（以實際人數折算成6個團）

  - 第九十四軍軍長：鄭庭鋒
    - 下轄第五師、第四十三師、第一二一師，共9個團

- 第十七兵團司令：侯鏡如
  - 第六十二軍軍長：林偉儔
    - 下轄第九十五師、第一五一師、第一五七師，共9個團（以實際人數折算成6個團）

  - 第九十二軍軍長：侯鏡如
    - 下轄第二十一師、第五十六師、第一四二師，共9個團（以實際人數折算成7個團）

- 第九兵团司令：石覺
  - 下轄第四師、第八十九師、第一五五師、第二九七師、第二九九師，共15個團
  - 第三十五軍軍長：郭景雲
  - 下轄第一〇一師、新編第三十一師、新編第三十二師，共9個團；
  - 暫編第二軍軍長：李士林
  - 第一〇四军军长：安春山
    - 下轄暫編第十師、暫編第十一師、暫編第十七師，共9個團，後為第一〇四軍

- 晉陝綏邊區總司令：鄧寶珊
  - 第二十二軍軍長：左協中
    - 下轄第八十六師、新編第十一旅，共5個團（以實際人數折算成3個團）

- 北平警備司令：陳繼承（后为李文）

- 天津警備司令：陳長捷

- 第十一兵团司令：孫蘭峰
  - 下轄整編騎兵第五旅，整編騎兵第十一旅，第一〇五军（軍長：袁慶榮）

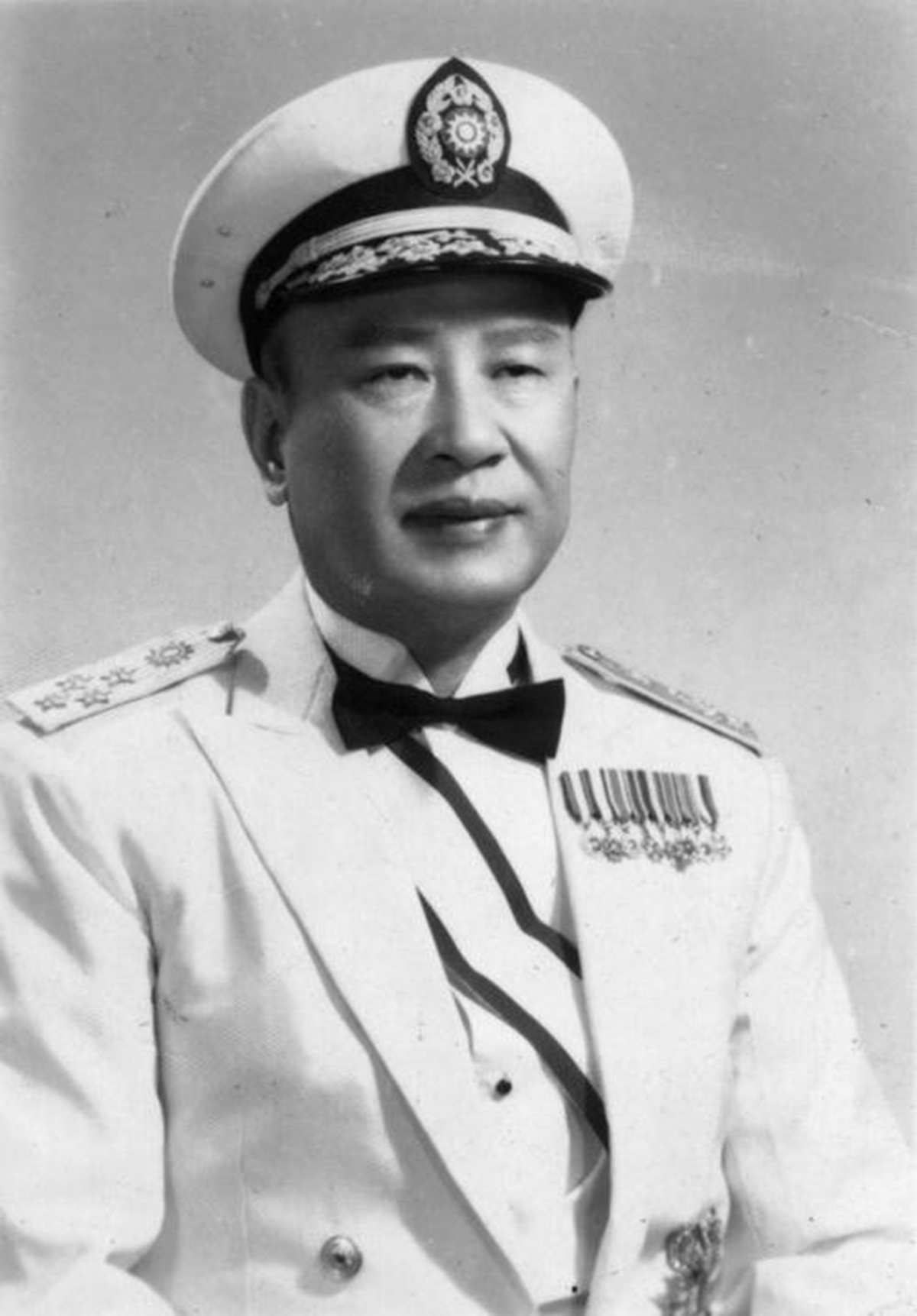
華中剿匪總司令白崇禧

- 保定警備司令：馬法五

- - 第十三軍(略)

- - 第三十一軍(略)

- - 第八十七軍(略)

- - 第一〇一軍(略)

- - 暫編第四軍(略)

- - 暫編第五軍(略)[1]:17

## 華中剿匪總司令部
1945年10月，國民政府軍事委員會委員長武漢行營成立，駐武漢，主任程潛。
1946年10月，改為國民政府主席武漢行轅。司令白崇禧，轄第三兵團（司令官張淦）、第十二兵團（司令官黃維）、第十四兵團（司令官宋希濂）和第五（信陽）、第十三（南陽）、第十六（咸寧）綏靖區，共35萬餘人，主力分佈在以漢口為中心的平漢鐵路確山至漢口段和長江北岸宜昌至安慶段。1947年4月，國防部九江指揮部成立，負責大別山清剿任務。12月13日，國防部九江指揮部遷至漢口辦公:8469。
1948年3月，武漢行轅改為武漢綏靖公署。7月1日，為統一華中「剿共」軍事，國防部將九江指揮部及武漢行轅合並，成立華中剿匪總司令部（简称“華中剿總”）於漢口，由白崇禧出任總司令，夏威、張軫、徐祖貽任副總司令，下轄第六（商邱）、第五（信陽）、第八（蚌埠）、第十三（南陽）、第十六（咸寧）等綏靖區，以及鄂西綏靖公署（旋擴編為鄂西綏靖司令部）；並將所轄機動部隊先後編成第三、第十二、第十四兵團:8631。副總司令宋希濂、潘文華、參謀長李品仙，支援徐州剿總進行徐蚌會戰。
1949年4月後，改為華中軍政長官公署，指揮长江防卫。華中軍政長官公署在武漢易手後，撤至湖南、廣西，後因所屬部隊於廣西損失過大而撤銷。
其轄區部隊與防區也常有變動，如：九江指揮所時期以津浦鐵路、平漢鐵路、淮南、江北一帶為作戰區域，武漢綏靖公署時期則以兩湖、江西、安徽、河南南部為主，長沙綏靖公署成立後，則縮小為湖北、河南南部、安徽一部為主。
- 第三兵團司令官：張淦 副司令官：張光瑋
  - 整編第七師師長：李本一
    - 下轄第一七一旅、第一七二旅，共6個團，曾為桂系國民革命軍第七軍

  - 整編第四十八師師長：張光瑋
    - 下轄第一三八旅、第一七四旅、第一七六旅，共6個團，曾為國民革命軍第四十八軍

  - 整編第五十八師師長：魯道源
    - 下轄第一八三旅、新編第十旅、新編第十一旅，共6個團，曾為國民革命軍第五十八軍

- 第十二兵團司令官：黃維 副司令官：胡璉
  - 整編第三師師長：覃道善
    - 下轄第三旅、第二十旅、新編第一旅，共6個團，曾為國民革命軍第十軍

  - 整編第十師師長：熊绶春
    - 下轄第十旅、第八十三旅、第八十五旅，共6個團，曾為國民革命軍第十四軍

  - 整編第十一師師長：胡璉
    - 下轄第十一旅、第十八旅、第一一八旅，共6個團，曾為國民革命軍第十八軍

  - 整編第八十五師師長：吳紹周
    - 下轄第二十三旅、第一一〇旅，共4個團，曾為國民革命軍第八十五軍

- 第十四兵團司令官：宋希濂 副司令官：楊幹才
  - 整編第二十師師長：楊幹才
    - 下轄第一三三旅、第一三四旅，共4個團，曾為國民革命軍第二十軍

  - 整編第二十八師師長：李勃
    - 下轄第五十二旅、第八十旅、第一九𠄞旅，共6個團，曾為國民革命軍第二十八軍

- 第十三綏靖區司令官：王凌雲  副司令官：萬式炯
  - 整編第九師師長：陳克非
    - 下轄第九旅、第七十六旅、預備第二旅，共6個團，曾為國民革命軍第二軍

  - 整編第十五師師長：劉平
    - 下轄第六十四旅、第一三五旅，共4個團，曾為國民革命軍第十五軍

- 第十六綏靖區司令官：霍珂章 副司令官：劉雨卿、李奇中、丁德隆
  - 整編第五十二師師長：倪祖耀
    - 下轄第三十三旅、第八十二旅，共4個團，曾為國民革命軍第九十七軍

- 第五綏靖區司令官：張軫 副司令官：趙子立、朱其平
  - 整編第四十六師師長：譚何易
    - 下轄第一七五旅、第一八八旅、新編第十九旅，共6個團，曾為國民革命軍第四十六軍

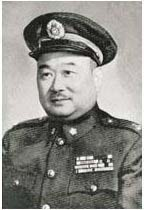
徐州剿匪總司令劉峙

  - 整編第九十七師師長：馬拔萃

- 第四兵團(略)

- 第七綏靖區(略)

- 第十一綏靖區(略)

- 第十五綏靖區(略)

- 第十七綏靖區(略)[1]:18

## 徐州剿匪總司令部
1945年10月徐州綏靖公署成立，駐徐州，顧祝同為主任，1946年由薛岳接任。
1947年3月改為中華民國陸軍總司令部徐州指揮部，納編中華民國陸軍總司令部鄭州指揮部（原為1945年10月成立的鄭州綏靖公署，1947年3月改為鄭州指揮部），顧祝同為司令。
1948年6月改組為徐州剿匪總司令部（简称“徐州剿總”），司令劉峙，指揮徐蚌會戰。
總司令：劉峙
副總司令：杜聿明、李延年、馮治安、劉汝明、韓德勤、孫震
參謀長：李樹正
- 第二兵團司令官：杜聿明 副司令官：邱清泉
  - 整編第五師師長：邱清泉
    - 下轄第四十五旅、第九十六旅、第二〇〇旅，共9個團，抗戰中曾為第五軍

  - 整編第七十師師長：高吉人
    - 下轄第一三九旅、第一四〇旅，共4個團，曾為第七十軍

  - 整編第七十四師師長：邱維達
    - 下轄第五十一旅、第五十七旅、第五十八旅，共6個團，曾為第七十四軍

  - 整編第八十三師師長：周志道
    - 下轄第六十六旅、暫編第四十九旅、暫編第五十旅，共6個團，曾為第一百軍

- 第七兵團司令官：黃伯韜
  - 整編第二十五師師長：陳士章
    - 下轄第四十旅、第一〇八旅、第一四八旅，共6個團，曾為第二十五軍

  - 整編第四十五師師長：於兆龍
    - 下轄第二一一旅、第二一二旅、第二一四旅，共6個團，曾為吳化文的第九十六軍

  - 整編第六十三師師長：林湛
    - 下轄第一五二旅、第一五三旅、第一八六旅，共6個團，曾為第六十三軍

  - 整編第六十四師師長：劉鎮湘
    - 下轄第一三一旅、第一五六旅、第一五九旅，共6個團，曾為第六十四軍

  - 整編第七十二師師長：余錦源
    - 下轄第三十四旅、新編第十三旅、新編第十五旅，共6個團，曾為第七十二軍

- 第十三兵團司令官：李彌 副司令官：陳冰
  - 整編第八師師長：李彌
    - 下轄第四十二旅、第一〇三旅、第一六六旅、新編第三旅，共8個團，曾為第八軍

  - 整編第九師師長：黃淑
    - 下轄第九旅、第七十六旅、預備第二旅，共6個團，曾為第二軍

- 第十六兵團司令官：孫元良
  - 整編第四十一師師長：胡臨聰
    - 下轄第一二二旅、第一二四旅，共4個團，曾為第四十一軍

  - 整編第四十七師師長：汪甲鋒
    - 下轄第一〇四旅、第一二五旅、第一二七旅，共6個團，曾為第四十七軍

  - 整編第六十九師師長：胡長青

- 第一綏靖區司令官：周磊 副司令官：顧錫九、李天霞
  - 整編第四師師長：王作華
    - 下轄第五十九旅、第九十旅、第一〇二旅，共6個團，曾為第四軍

  - 整編第二十一師師長：王克俊
    - 下轄第一四五旅、第一四六旅、新編第七旅，共6個團，曾為第二十一軍

  - 整編第五十一師師長：王嚴
    - 下轄第一一三旅、第一一四旅，共4個團，曾為第五十一軍

  - 暫編第二十三師師長：王庭濱
    - 下轄暫編第四十旅、暫編第四十六旅、暫編第四十七旅，共6個團（以實際人數折算成3個團），曾為第二十三軍

  - 暫編第二十五師師長：孫良誠

- 第二綏靖區司令官：王耀武 副司令官：牟中衍
  - 整編第二師師長：晏子風  前身為第二十三軍
    - 下轄暫編第四十旅、暫編第四十六旅、暫編第四十七旅，共6個團，46年被裁，48年9月重建

  - 整編第八十四師師長：吳化文
    - 下轄暫編第十二旅、暫編第十四旅、暫編第十五旅，共6個團（以實際人數折算成3個團），曾為第九十六軍

  - 整編第七十三師師長：曹振鐸
    - 下轄第十五旅、第七十七旅、第一九三旅，共6個團，曾為第七十三軍

- 第三綏靖區司令官：馮治安  副司令官：李文田、何基灃、張克俠
  - 整編第五十九師師長：劉振三
    - 下轄第三十八旅、第一八〇旅，共4個團，曾為第五十九軍

  - 整編第七十七師師長：王長海
    - 下轄第三十七旅、第一三二旅，共4個團，曾為第七十七軍

- 第四綏靖區司令官：劉汝明  副司令官：曹福林、米文和、田鎮南
  - 整編第五十五師師長：曹福林
    - 下轄第二十九旅、第七十四旅、第一八一旅，共6個團，曾為第七十七軍

  - 整編第六十八師師長：劉汝珍
    - 下轄第八十一旅、第一一九旅、第一四三旅，共6個團，曾為第六十八軍

- 第九綏靖區司令官：李延年 副司令官：湯位東
  - 整編第四十四師師長：王澤俊
    - 下轄第一二二旅、第一二四旅，共4個團，曾為第四十四軍

- 第十一綏靖區司令官：劉安祺 副司令官：施中誠
  - 整編第三十二師師長：施中誠
    - 下轄第一四一旅、第一四九旅，共4個團，曾為第三十二軍

  - 整編第五十四師師長：李志鵬

- 第十二綏靖區司令官：陳鼎勳
  - 整編第四十師師長：李振清
    - 下轄第三十九旅、第一〇六旅，共4個團，曾為第四十軍

  - 整編第六十六師師長：羅賢達
    - 下轄第十三旅、第一八五旅、第一九九旅，共6個團，曾為第六十六軍

- 徐州警備司令：譚輔烈